# Marc Hirschi
Marc Hirschi, född 24 augusti 1998 i Bern, är en schweizisk professionell landsvägscyklist.

## Karriär
Hirschi har cyklat professionellt sedan 2018. Bland hans meriter kan nämnas en etappvinst i Tour de France. År 2023 vann han totalsegern i Ungern runt och i Luxemburg runt. År 2024 vann han La Drôme Classic.